# Can you see ? I'm SUSHI
「Can you see ? I'm SUSHI」（キャン・ユー・シー? アイム・スシ）は、2018年に発表されたピコ太郎の楽曲。

## 概要
タイトル通り、寿司をテーマにしている（NHKの『みんなのうた』で、寿司をテーマにした楽曲は、「スシ食いねェ!」、「回れトロイカ」に続く3曲目）。
本人曰く、以前ベルギーに行ったときに、即興で歌ったフレーズを楽曲として完成させたものだという。
2018年6月、NHKの『みんなのうた』での放送で楽曲が発表された。同年7月13日、デジタルアルバム『I have a PPAP』の収録曲として全世界150か国に向けて配信され、同時にYouTubeにてミュージック・ビデオも公開された。
『みんなのうた』の放送で使用されたアニメーションの映像は、今回で番組8回目の参加となるクリーチャーズが制作を手掛け、ピコ太郎も映像の中に登場した。
2018年8月には、YouTubeにて『みんなのうた』版の映像を公開した。  
TikTokで公開した本楽曲の動画が公開後48時間以内で総再生回数が1,485,534回、動画投稿件数が1,461件に達するなど人気になっている。